# شرور (فیلم ۱۹۱۷)
شرور (انگلیسی: The Villain) یک فیلم کمدی صامت کوتاه به کارگردانی آروید ئی. گیلستورم است که در سال ۱۹۱۷ منتشر شد. از بازیگران این فیلم می‌توان به اولیور هاردی، بیلی وست، باد راس، فلورنس مک‌لاکلین، اتلین گیبسون و لئو وایت اشاره کرد.